# شقة الأبرياء
شقة الأبرياء (بالتركية: Masumlar Apartmanı); هو مسلسل تلفزيوني درامي تركي، تم بثه كل يوم الثلاثاء من الأسبوع على قناة تي آر تي 1 بتوقيت تركيا.

## القصة
تدور أحداثه حول شخصيات حقيقية، فهناك قصة رجل الأعمال الذي يعاني من العديد من الأمراض وخاصة من وسواس جمع القمامة، وشقيقته الكبرى التي تعاني من وسواس النظافة القهري الشديد وتتحكم باختيها الأصغر اقتداء بوالدتها المتوفاة التي كانت أصل المرض النفسي لها ولأخيها أما الأخت الأصغر منها فتعاني من سلسل البول الليلي وتجمع الاختان الشراشف المتسخة في شقتهم العليا الفارغة لأنهما تقرفان من غسلها لكن تنويان تنظيفها بعد فترة فتتحول الشقة إلى مخزن يحتوي جبلا من الأكياس وتفوح منه الرائحة الكريهة، المسلسل يتناول العديد من الأحداث الشيقة التي سنتابعها بشكل متتالي.

## الممثلون
- فرح زينب عبد الله (الموسم 1).
- ميليسا سينولسون (الموسم 2)
- أزجي مولا
- ميرفي ديزدار
- بيركان سوكولو.[12]

### أدوار داعمة
| الممثل        | دور               | حلقه       |
| ------------- | ----------------- | ---------- |
| أتيلا سينديل  | ممدوح اوزدمير     | 1          |
| إسراء روسان   | اسراء الفجر       | 1          |
| اوجور أوزونيل | ايسات بيلن        | 1          |
| تانسل اونجل   | ناسي أتاك         | 11-27، 30- |
| متين كوسكون   | حكمت ديرينوغلو    | 1          |
| جيزم كاتمر    | نيريمان ديرينوغلو | 1          |
| أمير أوزدن    | إيج أوزدمير       | 1          |

| الممثل            | الدور        | حلقه                                                  |
| ----------------- | ------------ | ----------------------------------------------------- |
| ميريك أوزكايا     | عيد          | 1-17 ، 19-                                            |
| جوكسي أيدين       | غمازات       | 1 ، 6 ، 9-10 ، 12 ، 14-16 ، 19-32 ، 34-35             |
| أنيس دميركابي     | إمري         | 1 ، 6 ، 9-10 ، 12 ، 14-16 ، 19-25 ، 27 ، 30 ، 32 ، 35 |
| برفين بجدات       | جولرو اوكتاي | 15-20 ، 35-                                           |
| آيكا ملك جولرس    | تومريس أتاك  | 16-20 ، 35-                                           |
| سيدا أكمان        | حريق المطر   | 27-31 ، 33 ، 35                                       |
| سليم كان يالجين   | أنيل ساران   | 29-                                                   |
| جيم افنايم        | سلام         | 30-33 ، 35-                                           |
| إيبك أياز كورتونك | أوكسان ناميك | 32-                                                   |
| تولي بورصا        | سنور بيلين   | 36-                                                   |

### الأدوار المنتهية
| الممثل           | الدور                  | الحلقه      | السبب                                  |
| ---------------- | ---------------------- | ----------- | -------------------------------------- |
| فرح زينب عبدالله | إنسي أوزدمير ديرينوغلو | 1-37        | ماتت في حادث مروري.                    |
| باريس باجشي      | كونيت تاسديلين         | 2-29        | إنسي وإسرا يتركان وظيفتهما في الراديو. |
| ميرت أسوتاي      | هلوك اوزدمير           | 4-8 ، 14-25 | مات من تليف الكبد.                     |
| مهاجمة ألبير     | يوجار تاسديلن          | 1-9         | بإلحاح من هان، ابتعد عن إنسي.          |

## الاستقبال

### الموسم 1
تواصل دراما شقة الأبرياء من قناة TRT، التي جذبت الانتباه منذ يومها الأول، تحطيم الرقم القياسي للتصنيفات.
تصدرت الحلقة 15 من مسلسل شقة الأبرياء محركات البحث في جوجل، بعد النجاح الكبير الذي حققه المسلسل.
احتلت الحلقة 15 من المسلسل المرتبة الأولى في جميع فئات التصنيفات، أصبحت أكثر ما يتم الحديث عنه على وسائل التواصل الاجتماعي واليوتيوب.
الحلقة 15 من المسلسل وصلت نسبة 12.20و 24.48 نسبة حصتها في المجموع، و16.58 و33.17 حصتها في الاتحاد الأوروبي.

### الموسم 2
حقق الموسم الثاني من المسلسل متوسط تقييمات جيدة جداً، رغم ذلك فهي اقل نسبياً من الموسم الأول، كما انخفضت التقييمات بشكل دوري، حيث سجلت الحلقة 68 متوسط تقييم 2.96 بلمجموع.

## جدول البث
| الموسم | الحلقات | الحلقات | الأصلي         | الأصلي       | الأصلي    |
| الموسم | الحلقات | الحلقات | الأول          | الأخير       | الشبكة    |
| ------ | ------- | ------- | -------------- | ------------ | --------- |
| 1      | 37      | 37      | 15 سبتمبر 2020 | 8 يونيو 2021 | قناة TRT1 |
| 2      | 34      | 34      | 14 سبتمبر 2020 | 24 مايو 2022 | قناة TRT1 |

## روابط خارجية
- شقة الأبرياء  في قاعدة بيانات الأفلام على الإنترنت (بالإنجليزية)